# Список опер Георга Фридриха Генделя
Ниже представлен полный список опер Генделя. Все представленные оперы относятся к жанру Опера сериа, исполняются в трёх актах, исключения указаны в таблице.

## Список
| HWV    | Название                                                                 | Либретто | Дата премьеры   | Место премьеры, театр                      | Ноты |
| ------ | ------------------------------------------------------------------------ | --- | --------------- | ------------------------------------------ | --- |
| 1      | Альмира (Превратности царской судьбы, или Альмира, королева Кастильская) | Фридрих Кристиан Фёйсткинг, по одноимённому роману Джулио Панчиери | 8 января 1705   | Гамбург, Гамбургская государственная опера | Часть нот утрачена; жанр сочинения обозначен автором как Зингшпиль, но в опере отсутствуют разговорные диалоги               |
| 2      | Нерон (Любовь, приобретённая кровью и злодейством)                       | Фридрих Кристиан Фёйсткинг | 25 февраля 1705 | Гамбург, Theater am Gänsemarkt             | Ноты утрачены |
| 3      | Флориндо (Счастливый Флориндо)                                           | Генрих Хинш | 1 января 1708   | Гамбург, Theater am Gänsemarkt             | Почти все ноты утрачены |
| 4      | Дафна (Преображенная Дафна)                                              | Генрих Хинш | 2 января 1708   | Гамбург, Theater am Gänsemarkt             | Продолжение оперы Флориндо, должна исполняться на следующий день. Почти все ноты утрачены                                    |
| 5      | Родриго (Vincer se stesso è la maggior vittoria, ovvero Rodrigo)         | По произведению Франческо Сильвани II duello d’Amore e di Vendetta Либретто на итальянском языке Архивная копия от 5 июня 2011 на Wayback Machine                                                                          | ноябрь 1707     | Флоренция, Teatro di via del Cocomero      | Часть музыки утрачена |
| 6      | Агриппина                                                                | Винченцо Гримани | 26 декабря 1709 | Венеция, Teatro San Giovanni Grisostomo    | |
| 7a/b   | Ринальдо                                                                 | Джакомо Росси / Аарон Хилл, по произведению Торквато Тассо Освобожденный Иерусалим, Либретто на итальянском языке Архивная копия от 20 февраля 2011 на Wayback Machine                                                     | 24 февраля 1711 | Лондон, Театр Её Величества                | HWV 7b — редакция 1731 |
| 8a/b/c | Верный пастух                                                            | Джакомо Росси по пасторали Джованни Баттиста Гварини 8b Либретто на итальянском языке Архивная копия от 5 июня 2011 на Wayback Machine, 8c Либретто на итальянском языке Архивная копия от 6 марта 2009 на Wayback Machine | 22 ноября 1712  | Лондон, Театр Её Величества                | HWV 8b/c — 2-я редакция с добавлением хоров (май 1734); 3-я редакция, с балетом «Терпсихора» в виде вступления (ноябрь 1734) |
| 9      | Тезей                                                                    | Никола Франческо Хайм Либретто на итальянском языке Архивная копия от 5 июня 2011 на Wayback Machine | 10 января 1713  | Лондон, Театр Её Величества                | 5 Актов |
| 10     | Сулла                                                                    | Джакомо Росси, по произведению Плутарха Сравнительные жизнеописания Либретто на итальянском языке Архивная копия от 5 декабря 2010 на Wayback Machine                                                                      | 2 июня 1713?    | Лондон, Верлингтон                         | Большая часть музыки использована в опере Амадис                                                                             |
| 11     | Амадис                                                                   | Дж. Росси или Н. Хайм (?), по произведению Антуана де ля Мотт Amadis de Grèce, 1699 Либретто на итальянском языке Архивная копия от 5 декабря 2010 на Wayback Machine                                                      | 25 мая 1715     | Лондон, Театр Её Величества                | |
| 12a/b  | Радамист                                                                 | Никола Хайм (?), по Доменико Лалли Любовь тирана, или Зенобия Либретто на итальянском языке | 27 апреля 1720  | Лондон, Театр Её Величества                | |
| 13     | Муций Сцевола                                                            | Паоло Антонио Ролли Либретто на итальянском языке Архивная копия от 5 декабря 2010 на Wayback Machine | 15 апреля 1721  | Лондон, Театр Её Величества                | |
| 14     | Флоридант                                                                | Паоло Антонио Ролли Либретто на итальянском языке Архивная копия от 5 июня 2011 на Wayback Machine | 9 декабря 1721  | Лондон, Театр Её Величества                | |
| 15     | Оттон, король Германский                                                 | Николо Хайм, по пьесе «Теофане» С. Б. Паллавичино Либретто на итальянском языке Архивная копия от 9 мая 2010 на Wayback Machine                                                                                            | 12 января 1723  | Лондон, Театр Её Величества                | |
| 16     | Флавий                                                                   | Николо Хайм, по пьесе «Сид» Корнеля и либретто С. Гиги Либретто на итальянском языке Архивная копия от 5 июня 2011 на Wayback Machine                                                                                      | 14 мая 1723     | Лондон, Театр Её Величества                | |
| 17     | Юлий Цезарь (Юлий Цезарь в Египте)                                       | Никола Хайм Либретто на итальянском языке Архивная копия от 5 июня 2011 на Wayback Machine | 20 февраля 1724 | Лондон, Театр Её Величества                | |
| 18     | Тамерлан                                                                 | Никола Хайм, after Agostin Piovene and Nicholas Pradon Либретто на итальянском языке Архивная копия от 5 июня 2011 на Wayback Machine                                                                                      | 31 октября 1724 | Лондон, Театр Её Величества                | |
| 19     | Роделинда                                                                | Никола Хайм, after Antonio Salvi, after Pierre Corneille's play Pertharite, roi des Lombards Либретто на итальянском языке                                                                                                 | 13 февраля 1725 | Лондон, Театр Её Величества                | |
| 20     | Сципион                                                                  | П. Ролли по пьесе «Сципион в Испании» А. Дзено Либретто на итальянском языке | 12 марта 1726   | Лондон, Театр Её Величества                | |
| 21     | Александр                                                                | П. Ролли, по пьесе «Великолепие Александра» О. Мауроса Либретто на итальянском языке Архивная копия от 5 июня 2011 на Wayback Machine                                                                                      | 5 мая 1726      | Лондон, Театр Её Величества                | |
| 22     | Адмет (Адмет, царь Фессалийский)                                         | Николо Хайм или Ролли по итальянскому либретто «Antigona delusa du Alceste» А. Аурели Либретто на итальянском языке (недоступная ссылка)                                                                                   | 31 января 1727  | Лондон, Театр Её Величества                | |
| 23     | Ричард Первый (Ричард Первый, Король Английский)                         | Rolli, after Francesco Briani Либретто на итальянском языке Архивная копия от 5 июня 2011 на Wayback Machine | 11 ноября 1727  | Лондон, Театр Её Величества                | |
| 24     | Сирой (Сирой, царь Персидский)                                           | Никола Хайм, по Метастазио Либретто на итальянском языке Архивная копия от 5 июня 2011 на Wayback Machine | 17 февраля 1728 | Лондон, Театр Её Величества                | |
| 25     | Птоломей (Птоломей, Царь Египетский)                                     | Никола Хайм Либретто на итальянском языке Архивная копия от 5 июня 2011 на Wayback Machine | 30 апреля 1728  | Лондон, Театр Её Величества                | |
| 26     | Лотарь                                                                   | по пьесе «Аделаида» Сальви Либретто на итальянском языке Архивная копия от 5 июня 2011 на Wayback Machine | 2 декабря 1729  | Лондон, Театр Её Величества                | |
| 27     | Партенопа                                                                | Сильвио Стампилия Либретто на итальянском языке Архивная копия от 5 июня 2011 на Wayback Machine | 24 февраля 1730 | Лондон, Театр Её Величества                | |
| 28     | Пор (Пор, царь Индийский)                                                | По пьесе Метастазио «Александр в Индии» Либретто на итальянском языке Архивная копия от 5 июня 2011 на Wayback Machine | 2 февраля 1731  | Лондон, Театр Её Величества                | |
| 29     | Аэций                                                                    | [Метастазио] Либретто на итальянском языке Архивная копия от 16 июля 2011 на Wayback Machine | 15 января 1732  | Лондон, Театр Её Величества                | |
| 30     | Фернандо (Фернандо, король Кастильский)                                  | Норрис, по его же пьесе «Альфонс Первый» Либретто на итальянском языке Архивная копия от 5 июня 2011 на Wayback Machine | 15 февраля 1732 | Лондон, Театр Её Величества                | |
| 31     | Орландо                                                                  | Г. Браччиоли, по трагедии «Неистовый Роланд» Ариосто Либретто на итальянском языке | 27 января 1733  | Лондон, Театр Её Величества                | |
| 32     | Ариадна на Крите                                                         | Пьетро Париати по пьесе «Ариадна и Тезей» | 26 января 1734  | Лондон, Театр Её Величества                | |
| A 11   | Орест                                                                    | After Giangualberto Barlocci | 18 декабрь 1734 | Лондон, Королевский театр Ковент-Гарден    | Пастиччо |
| 33     | Ариодант                                                                 | А. Сальви, по пьесе «Неистовый Роланд» Ариосто Либретто на итальянском языке Архивная копия от 5 декабря 2010 на Wayback Machine                                                                                           | 8 января 1735   | Лондон, Королевский театр Ковент-Гарден    | |
| 34     | Альцина                                                                  | А. Марки по пьесе «Неистовый Роланд» Ариосто Либретто на итальянском языке | 16 апреля 1735  | Лондон, Королевский театр Ковент-Гарден    | |
| 35     | Аталанта                                                                 | Б. Валериани по пьесе «Охота в Этолии» Либретто на итальянском языке Архивная копия от 5 июня 2011 на Wayback Machine | 12 мая 1736     | Лондон, Королевский театр Ковент-Гарден    | |
| 36     | Арминий                                                                  | Антонио Сальви Либретто на итальянском языке Архивная копия от 5 июня 2011 на Wayback Machine | 12 января 1737  | Лондон, Королевский театр Ковент-Гарден    | |
| 37     | Юстин                                                                    | по одноименной пьесе Николо Берегани Либретто на итальянском языке Архивная копия от 6 декабря 2010 на Wayback Machine | 16 февраля 1737 | Лондон, Королевский театр Ковент-Гарден    | |
| 38     | Береника                                                                 | Антонио Сальви | 18 мая 1737     | Лондон, Королевский театр Ковент-Гарден    | |
| A 13   | Александр Север                                                          | А. Дзено | 25 февраля 1738 | Лондон, Театр Её Величества                | Пастиччо |
| 39     | Фарамунд                                                                 | по одноименному произведению А. Дзено Либретто на итальянском языке Архивная копия от 5 декабря 2010 на Wayback Machine | 3 января 1738   | Лондон, Театр Её Величества                | |
| 40     | Ксеркс                                                                   | Н. Минато Либретто на итальянском языке | 15 апреля 1738  | Лондон, Театр Её Величества                | |
| A 14   | Юпитер в Аргосе                                                          | Антонио Мария Люччини | 1 мая 1739      | Лондон, Театр Её Величества                | Пастиччо |
| 41     | Гименей                                                                  | | 22 ноября 1740  | Лондон, театр в Линкольнс-Инн-Филдс        | Оперетта |
| 42     | Деидамия                                                                 | П. Ролли Либретто на итальянском языке | 10 января 1741  | Лондон, театр в Линкольнс-Инн-Филдс        | |